# Nicolae Săulescu
Nicolae Săulescu (n. 7 iunie 1898, Târgu Jiu, România – d. 1977, București, România) a fost un profesor și cercetător român, specialist în ameliorarea plantelor, genetică și fitotehnie. Prin activitatea sa îndelungată, a contribuit la dezvoltarea învățământului și cercetării agricole românești, fiind recunoscut pentru crearea de soiuri agricole, contribuții la genetica clasică și introducerea hibrizilor de porumb în România.

## Biografie

### Copilărie și educație
Nicolae Săulescu s-a născut pe 7 iunie 1898 în Târgu Jiu, unde și-a petrecut copilăria. A urmat școala primară și gimnaziul în orașul natal, obținând distincția „Cu laudă” la absolvire. A continuat studiile la cursul superior al liceului din Craiova, unde a excelat, primind din nou distincția „Cu laudă” pentru rezultatele sale. În 1917, a absolvit Școala Superioară de Agricultură de la Herăstrău, în ciuda lipsurilor materiale ale instituției din acea perioadă. A beneficiat de un corp profesoral de elită, incluzându-i pe George Maior, Octavian Popovici-Lupa, Ion Grințescu, Constantin Sandu-Aldea, Gheorghe Ionescu-Sisești și Nicolae Filip. În 1921, a obținut diploma de inginer agronom „cu distincție”, fiind apreciat de profesorii săi.
Interesul pentru ameliorarea plantelor și genetică s-a manifestat încă din timpul studiilor, fiind un student preferat al lui Constantin Sandu-Aldea. Acesta l-a propus pentru studii de doctorat în străinătate, iar Săulescu a devenit primul agronom român trimis pentru specializare în genetică la Institutul de Cercetări de Ereditate din cadrul Înaltei Școli de Agricultură de la Berlin. Aici, între 1921 și 1925, a lucrat sub îndrumarea geneticianului Erwin Baur, dobândind o pregătire profundă în genetica mendelo-morganistă. Teza sa de doctorat, *Contribuțiuni la harta cromozomilor la Anthyrmium majus*, a adus o contribuție recunoscută la genetica clasică, fiind distinsă cu calificativul „Foarte bine”. În această perioadă, a efectuat și experiențe de genetică aplicată la Stațiunea de Ameliorare a Plantelor de la Hadmersleben, colaborând cu personalități precum Carl Correns, Richard Goldschmidt, V. Herzberg-Frănkel și Elisabeth Schiemann.

### Carieră profesională
După întoarcerea în țară în 1925, la propunerea lui Haralamb Vasiliu, directorul Secției de Științe Agricole a Universității din Iași, Săulescu a fost numit conferențiar la disciplina „Ameliorarea plantelor”. A fost primul profesor titular al acestei discipline la Universitatea din Iași, deși a activat aici doar doi ani. În 1927, a fost numit profesor suplinitor la Catedra de Ameliorarea Plantelor de la Academia de Agricultură din Cluj, devenind ulterior titular prin concurs și șef de catedră la doar 30 de ani.
În 1929, a fondat și organizat Stațiunea de Ameliorarea Plantelor Cluj, prima de acest fel din regiune, unde a fost director timp de 12 ani. Sub conducerea sa, stațiunea a devenit o adevărată școală de ameliorare, creând soiuri de porumb, orzoaică, cânepă, plante furajere și medicinale.

În 1939, a fost transferat la Catedra de Fitotehnie a Facultății de Agronomie din București, unde a activat, cu o scurtă întrerupere, până în 1968. Între 1941 și 1945, a fost decan al Facultății de Agronomie din București, gestionând activitatea academică în condițiile dificile ale celui de-al Doilea Război Mondial. Tot la București, a fondat Stațiunea de Plante Textile, pe care a condus-o până în 1946, contribuind la crearea de soiuri de plante textile.
În 1957, a organizat și condus Secția de Ameliorare și Producere de Sămânță din cadrul Institutului pentru Cultura Porumbului de la Fundulea, activând aici până în 1961. A coordonat introducerea hibrizilor de porumb în România, organizând primele culturi comparative cu hibrizi importați de la firma Garst (SUA) și realizând prima zonare a hibrizilor de porumb în 1960, în colaborare cu Nicolae Giosan. După pensionare, a continuat să îndrume doctoranzi, conform noii legi din 1965.

## Activitate științifică

### Domenii de cercetare
- Ameliorarea plantelor agricole
- Genetică clasică și aplicată
- Fitotehnie (cereale, plante textile, porumb)

### Contribuții originale
Nicolae Săulescu a publicat 56 de lucrări originale, dintre care 15 în reviste străine, și 7 tratate de amploare. Primele sale studii, precum *O monstruozitate la ovăz*, au descris mutații genetice. A realizat studii aprofundate asupra descendențelor hibride la grâu, privind rezistența la ger, fiind citat de geneticianul sovietic Nikolai Vavilov și de Tumanov. În 1933, a publicat *Contribuțiuni la genetica grâului*, fiind recunoscut ca unul dintre cei mai valoroși geneticieni români ai vremii. Lucrarea *Ameliorarea plantelor agricole* (1934) a fost premiată de Academia Română în 1935, având o secțiune de genetică ce ocupa 30% din cele 324 de pagini.
În 1947, a publicat *Fitotehnica* (558 pagini), primul tratat de fitotehnie separat după cel al lui George Maior din 1909. În 1960, a lansat *Câmpul de experiență* (reeditat în 1965), prima lucrare de tehnică experimentală de înaltă ținută din România, esențială pentru cercetarea agricolă. A contribuit la *Fitotehnie* (1959, 3 volume, reeditat 1965), scriind capitolele despre cereale și plante textile, și a coautorat *Principii de genetică* (1969) cu Nicolae Giosan, un dicționar accesibil care a umplut un gol în literatura de genetică din România.

### Recunoaștere internațională
Săulescu a fost membru al Academiei Cehoslovace de Agricultură la 40 de ani, membru corespondent al Academiei Germane de Științe Agricole și Silvice, și membru al comitetului de redacție al revistei internaționale *Zeitschrift für Pflanzenzüchtung*. A primit premiul „Erwin Baur” pentru colaborarea cu geneticianul german și medalia jubiliară „Nasarenno Strampelli” la centenarul nașterii acestuia.

## Lucrări
- O monstruozitate la ovăz
- Problema consangvinizării în ameliorarea plantelor agricole, București, „Presa bună”, 1927
- Stațiunea de ameliorarea plantelor. Cereale, „Agricultura”, nr. 7, București, „Oltenia”, 1929
- Câteva chestiuni în legătură cu organizarea învățământului agricol, „Probleme agricole actuale”, București, 1932
- Contribuțiuni la genetica grâului (1933)
- Ameliorarea plantelor agricole, Cluj, „Cartea Românească”, 1934
- Rezultatele culturilor comparative trienale cu soiuri de grâu (1931-1933), „Agricultura nouă”, nr. 5-6, Cluj, 1934
- Școala superioară țărănească, București, „Cartea Românească”, 1934
- Stațiunea de ameliorarea plantelor și controlul semințelor din Cluj, Cluj, „Cartea Românească”, 1934
- Soiul Bankut 1201 - Rezultatul experiențelor privitoare la probleme din agrologie și fitotehnie, București, „Monitorul Oficial”, 1937
- Cum germinează grâul neirigat, București, „Monitorul Oficial”, 1937
- Data semănatului la cerealele de primăvară, București, „Monitorul Oficial”, 1937
- Elemente de biometrie (cu A. Mudra), Cluj, „Cartea Românească”, 1937
- Productivitatea la grâu în funcție de densitatea lanului, București, „Monitorul Oficial”, 1937
- Câmpul de experiență, Cluj, „Cartea Românească”, 1938
- Organizarea producerii de sămânță în România, „Viața agricolă”, nr. 19, 1939
- Porumbul Galben Timpuriu, „Agricultura nouă”, nr. 1, 1939
- Cultura plantelor uleioase, București, Tip. „Bucovina”, 1940
- Rolul învățătorilor în ridicarea agriculturii românești, București, Tip. „Universul”, 1943
- Contribuțiuni la harta cânepii (cu N. Ceapoiu), Analele ICAR, vol. 15, București, 1943
- Fitotehnica (558 pagini), București, „Cartea Românească”, 1947
- Experiențe cu gunoi de grajd la cânepa de fibre (cu N. Ceapoiu), București, 1948
- Oameni mari în slujba agriculturii, București, Ed. „Tineretului”, 1965
- Fitotehnie, vol. I-II (cu N. Zamfirescu și V. Velican), Ed. A.S., ed. a II-a, 1965
- Câmpul de experiență, București, Ed. „Agrosilvica”, 1967
- Agrofitotehnia (cu N. Ștefan și C. Neumann), București, EDP, 1968
- Agrofitotehnie și Horticultura (cu N. Ștefan și C. Neumann), București, EDP, 1968
- Principii de genetică (cu N. Giosan), 1969

## Premii și recunoaștere
Nicolae Săulescu a fost distins cu Premiul Academiei Române (1935) pentru *Ameliorarea plantelor agricole*, premiul „Erwin Baur” și medalia jubiliară „Nasarenno Strampelli”. În 1966, a primit Ordinul Muncii clasa a III-a pentru contribuțiile sale în cercetare și crearea de noi soiuri. A fost membru fondator al Academiei de Științe din 1941, secretar al Secției de Cultura Plantelor, alături de Gheorghe Ionescu-Sisești, Gheorghe Cipăianu și Aurelian Pană.

## In memoriam
Nicolae Săulescu a murit în 1977 la București, după o carieră de peste 50 de ani în învățământ și cercetare. A format peste 4.000 de ingineri agronomi, horticoli, zootehniști și mecanici agricoli, fiind un model de corectitudine, omenie și profesionalism.